# Карлеуша, Елена
Елена Карлеуша (серб. Jelena Karleuša / Јелена Карлеуша; род. 17 августа 1978, Белград, СР Сербия, Югославия) — сербская поп-фолк-певица, телеведущая и модельер. Одна из самых популярных певиц Юго-Восточной Европы, стала известной после турбо-фолк-альбома Ogledalce (1995 года).

## Биография

### Ранние годы
Родилась 17 августа 1978 в семье серба Драгана (офицера полиции по профессии) и словенки Дивны. Детство провела в Фонтане (район Новый Белград). В раннем возрасте бросила школу, занявшись музыкальной карьерой.

### Музыкальная карьера
В середине 1990-х годов Елена начала выступать на разных концертах, став известной после выпуска первого турбо-фолк-альбома «Ogledalce» в 1995 году. В Сербии и Черногории было продано более 100 тысяч этого альбома. Позднее она переключилась на поп-музыку. Несколько её песен занимали первое место в сербских радиочартах, авторами текстов была Марина Туцакович. Всего Елена записала девять альбомов, которые широко распродавались на Балканах. Наиболее известными песнями Елены стали: «Ženite se momci», «Ko ovu dramu režira», «Zovem se Jelena», «Gili, gili», «Ludača», «Nije ona, nego ja», «Još te volim», «Manijak», «Samo za tvoje oči», «Moj dragi», «Slatka mala», «Upravo ostavljena», «Ide maca oko tebe», «Nisi u pravu», «Casino», «Tihi Ubica», «Testament», «Jedna Noć i Kajanje», «Baš Je Dobro Biti Ja», «Ko Ti To Baje», «Insomnija», «Muškarac Koji Mrzi Žene» и «Nova Religija (Plava Šeherezada)».
Первый сингл Елены «Insomnia» был скачан около полутора миллионов раз с её официального сайта за день до официальной премьеры в финальном эпизоде реалити-шоу «Большой Брат», эта песня является кавер-версией песни «Dance Pe Chance» из фильма Эту пару создал Бог. На YouTube видеоклип набрал за две недели 4 миллиона просмотров, выйдя на третье место в рейтинге самых популярных видео. Второй сингл «Muškarac koji mrzi žene» вышел 4 января 2011, а третий «Nova religija (Plava Šeherezada)» 26 июня 2011. С 2007 года продюсером Елены является Зоран Биртасевич. Сингл «Muškarac koji mrzi žene» является кавером на песню южнокорейского бойзбенда SHINee Lucifer (2010)
В 2019 Елена представила песню «Ostavljam Te», с участием болгарского певца Азис.
В 2023 году певица вернулась и выпустила два альбома - «ALPHA» 13 августа и «OMEGA» 21 августа.

### Внемузыкальная деятельность
В 2006 году Карлеуша выпустила коллекцию одежды под брендом JK Wear, куда входили разнообразные платья. В 2010 году она приняла участие в шоу «Большой Брат» в качестве приглашённой звезды, а вскоре начинает вести свою собственную колонку в газете Kurir.
В том же году появились слухи о том, что Карлеуша собирается начать политическую карьеру и будет баллотироваться в Народную Скупщину от Демократической партии Сербии. Однако, по иронии судьбы, в газете Kurir Елена высказывалась очень критично и жёстко в адрес тогдашнего президента Бориса Тадича, политиков Чедомира Йовановича и Ивицы Дачича, певиц Лепы Брены и Светланы Ражнатович. В ноябре 2010 года Елена прекратила вести колонку, по её словам, опасаясь за собственную жизнь. Более того, её неоднократно критиковали за подобную попытку привлечь к себе внимание.
Карлеуша поддерживает ЛГБТ-движение в Сербии и очень часто признаётся гей-иконой: о подобном статусе в ноябре 2013 года упомянул и американский журнал W. Неоднократно жёлтая пресса называла Карлеушу «трансвеститом» и «проституткой»: один раз в 1997 году на ток-шоу Милована «Минимакса» Илича Minimaksovizija такими словами обозвал Карлеушу сам Желько Ражнатович и побил вступившегося за неё «Минимакса».

## Личная жизнь
В 2004 году вышла замуж за Бояна Карича, сына известного бизнесмена Сретена Карича, но развелась через два месяца. С 2008 по 2022 год была замужем за Душко Тошичем, сербским футболистом. 7 сентября 2008 у неё родилась дочь Атина, 7 сентября 2009 родилась вторая дочь Ника.

## Дискография
Студийные альбомы
- Ogledalce (1995)
- Ženite se momci (1996)
- Veštice, vile (1997)
- Jelena Karleuša (1998)
- Gili, Gili (1999)
- Ludača (2001)
- Samo za tvoje oči (2002)
- Magija (2005)
- Revolution (2008)
- Diva (2012)
- Alpha (2023)[16]
- Omega (2023)